# Gerhard Kunze
Pour les articles homonymes, voir Kunze.
Gerhard Kunze (né le 16 octobre 1924 et mort le 3 juillet 2006) était un arbitre est-allemand de football. Il débuta en 1958, fut arbitre international dès 1963 et arrêta sa carrière en 1974. 

## Carrière
Il a officié dans différentes compétitions :
- Coupe d'Allemagne de l'Est de football 1961-1962 (finale)
- Coupe d'Allemagne de l'Est de football 1963-1964 (finale)
- Coupe d'Allemagne de l'Est de football 1969-1970 (finale)
- Coupe des villes de foires 1969-1970 (finale retour)